# エムケーチーズ
エムケーチーズ株式会社は、神奈川県綾瀬市に本社を置く乳製品輸入会社。アメリカのクラフト・ハインツ社の日本国内向け製品の製造・輸入で知られる。森永乳業の完全子会社。

## 沿革
- 1970年 森永乳業とクラフト社の50:50の資本比率で合弁会社として設立
- 1971年 綾瀬工場竣工
- 1977年 資本比率を森永乳業100％に変更
- 1982年食品衛生施設優良工場として厚生大臣賞受賞
- 1985年 第2工場拡張
- 1988年 工場北側拡張
- 1991年 緑化推進運動功労者として内閣総理大臣賞受賞
- 1999年 工場北側拡張
- 1999年 ISO9002認証取得
- 2001年 ISO14001認証取得
- 2003年 ISO9001 2000年版 認証取得
- 2006年 TPS活動開始（生産性改善活動）開始
- 2012年 TPM活動開始（設備保全活動）開始
- 2013年 FSSC22000（フードディフェンスを含む食品安全品質システム）認証取得

## 主な製品
- クラフトチーズ
- パルメザンチーズ